# Cheilymenia ciliata
Cheilymenia ciliata är en svampart som först beskrevs av Pierre Bulliard (v. 1742–1793), och fick sitt nu gällande namn av Rudolf Arnold Maas Geesteranus 1969. Cheilymenia ciliata ingår i släktet Cheilymenia och familjen Pyronemataceae.   Inga underarter finns listade i Catalogue of Life.